# Villnöß
Villnöß är en kommun i provinsen Sydtyrolen i regionen Trentino-Sydtyrolen i Italien. Kommunen hade 2 629 invånare (2018).